# Saint-Sauflieu
Saint-Sauflieu est une commune française située dans le département de la Somme, en région Hauts-de-France.

## Géographie

### Localisation
Saint-Sauflieu est un village picard de l'Amiénois.
À vol d'oiseau, la localité est située à 8 km au nord-ouest d'Ailly-sur-Noye, 9 km au nord-est de Conty, 12 km au sud-ouest d'Amiens et à 41 km au nord-est de Beauvais.
Le territoire de la commune est limitrophe de ceux de six communes.  
Les communes limitrophes sont Hébécourt, Nampty, Oresmaux, Plachy-Buyon, Rumigny et Ô-de-Selle.

### Hydrographie
La commune est située dans le bassin Artois-Picardie. Elle n'est drainée par aucun cours d'eau.

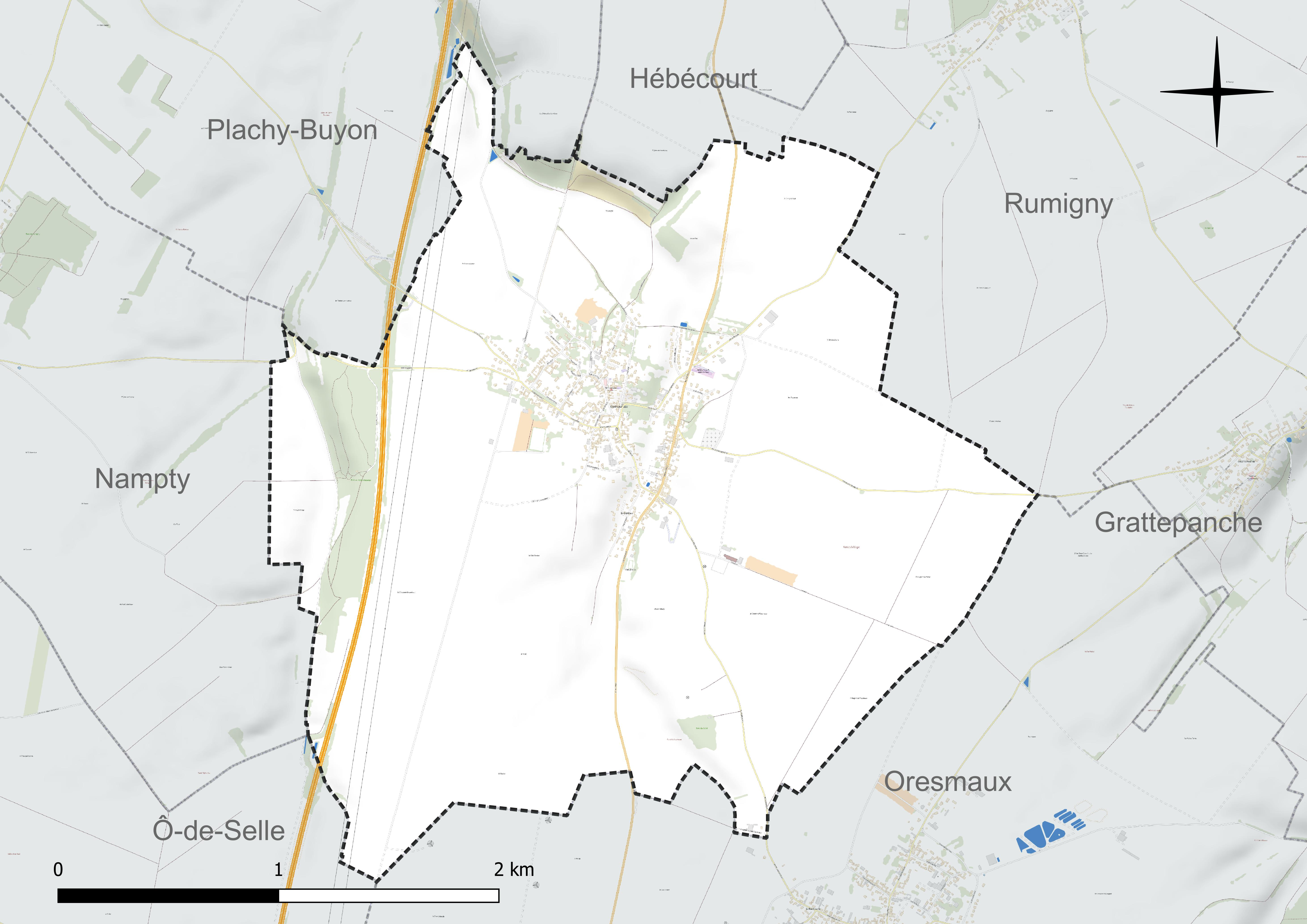
Réseau hydrographique de Saint-Sauflieu.

### Climat
Pour des articles plus généraux, voir Climat des Hauts-de-France et Climat de la Somme.
En 2010, le climat de la commune est de type climat océanique dégradé des plaines du Centre et du Nord, selon une étude du CNRS s'appuyant sur une série de données couvrant la période 1971-2000. En 2020, Météo-France publie une typologie des climats de la France métropolitaine dans laquelle la commune est exposée à un climat océanique et est dans la région climatique Nord-est du bassin Parisien, caractérisée par un ensoleillement médiocre, une pluviométrie moyenne régulièrement répartie au cours de l'année et un hiver froid (3 °C).
Pour la période 1971-2000, la température annuelle moyenne est de 10,3 °C, avec une amplitude thermique annuelle de 14,1 °C. Le cumul annuel moyen de précipitations est de 714 mm, avec 11,5 jours de précipitations en janvier et 8,4 jours en juillet. Pour la période 1991-2020, la température moyenne annuelle observée sur la station météorologique la plus proche, située sur la commune de Glisy à 14 km à vol d'oiseau, est de 11,1 °C et le cumul annuel moyen de précipitations est de 646,6 mm,. Pour l'avenir, les paramètres climatiques de la commune estimés pour 2050 selon différents scénarios d'émission de gaz à effet de serre sont consultables sur un site dédié publié par Météo-France en novembre 2022.

## Urbanisme

### Typologie
Au 1er janvier 2024, Saint-Sauflieu est catégorisée bourg rural, selon la nouvelle grille communale de densité à sept niveaux définie par l'Insee en 2022.
Elle est située hors unité urbaine. Par ailleurs la commune fait partie de l'aire d'attraction d'Amiens, dont elle est une commune de la couronne,. Cette aire, qui regroupe 369 communes, est catégorisée dans les aires de 200 000 à moins de 700 000 habitants,.

### Occupation des sols

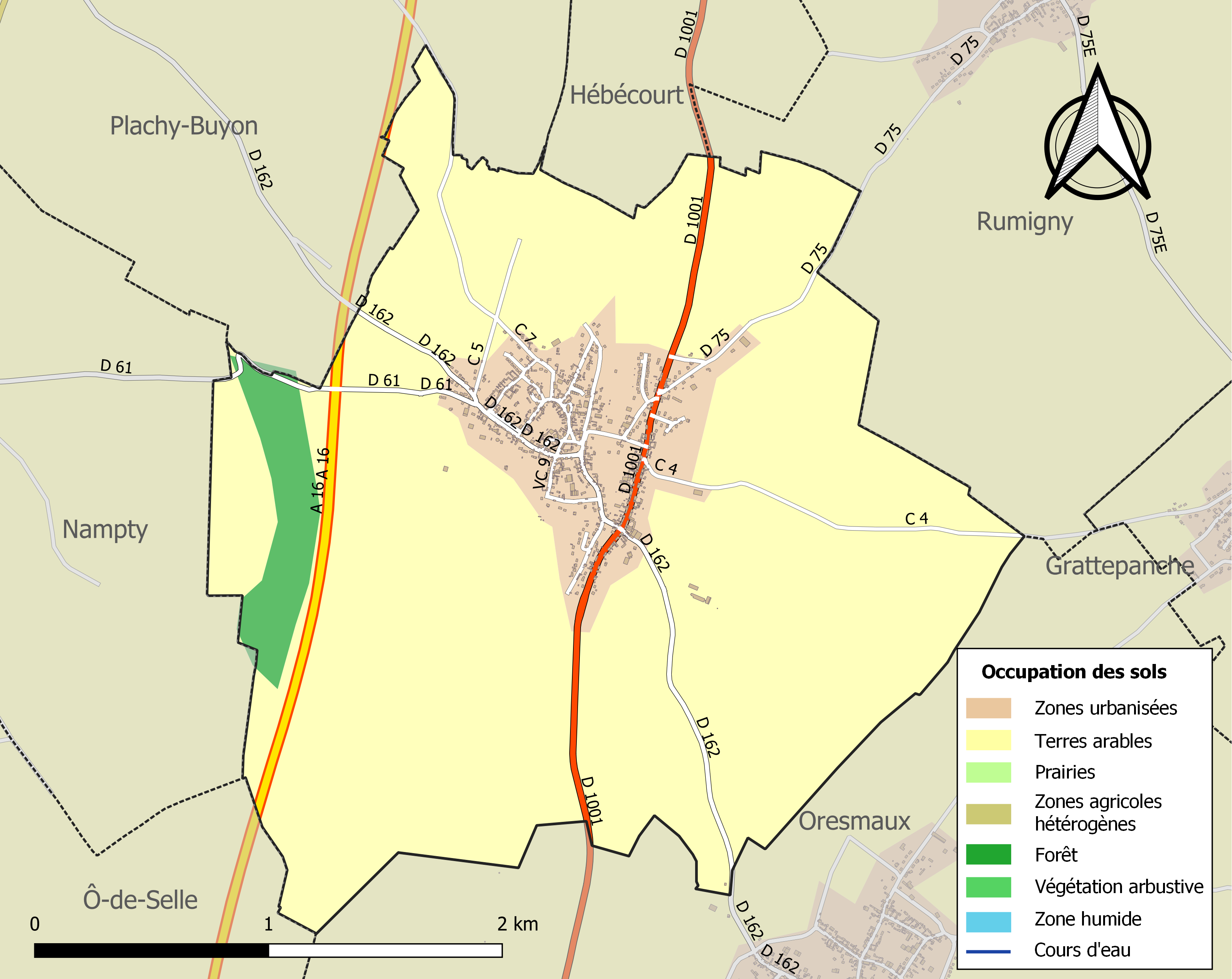
Carte des infrastructures et de l'occupation des sols de la commune en 2018 (CLC).

L'occupation des sols de la commune, telle qu'elle ressort de la base de données européenne d'occupation biophysique des sols Corine Land Cover (CLC), est marquée par l'importance des territoires agricoles (85,5 % en 2018), en diminution par rapport à 1990 (87,1 %). La répartition détaillée en 2018 est la suivante : 
terres arables (85,5 %), zones urbanisées (11,1 %), forêts (3,4 %). L'évolution de l'occupation des sols de la commune et de ses infrastructures peut être observée sur les différentes représentations cartographiques du territoire : la carte de Cassini (XVIIIe siècle), la carte d'état-major (1820-1866) et les cartes ou photos aériennes de l'IGN pour la période actuelle (1950 à aujourd'hui).

### Habitat et logement
En 2020, le nombre total de logements dans la commune était de 446, alors qu'il était de 432 en 2015 et de 370 en 2010.
Parmi ces logements, 91,2 % étaient des résidences principales, 0,5 % des résidences secondaires et 8,4 % des logements vacants. Ces logements étaient pour 97,7 % d'entre eux des maisons individuelles et pour 1,8 % des appartements.
Le tableau ci-dessous présente la typologie des logements à Saint-Sauflieu en 2020 en comparaison avec celle de la Somme et de la France entière. Une caractéristique marquante du parc de logements est ainsi une proportion de résidences secondaires et logements occasionnels (0,5 %) inférieure à celle du département (8,4 %) et à celle de la France entière (9,7 %). Concernant le statut d'occupation de ces logements, 82,6 % des habitants de la commune sont propriétaires de leur logement (80,8 % en 2015), contre 60 % pour la Somme et 57,5 pour la France entière.
| Typologie                                               | Saint-Sauflieu | Somme | France entière |
| ------------------------------------------------------- | -------------- | ----- | -------------- |
| Résidences principales (en %)                           | 91,2           | 83,2  | 82,1           |
| Résidences secondaires et logements occasionnels (en %) | 0,5            | 8,4   | 9,7            |
| Logements vacants (en %)                                | 8,4            | 8,4   | 8,2            |

### Voies de communication et transports
Le bourg est desservi par l'ancienne route nationale 1 (actuelle RD 1001), qui relie Paris à Dunkerque et qui donne un accès aisé aux villes d'Amiens et de Beauvais. Des routes départementales plus modestes le relient aux villages voisins.
L'ouest du territoire communal est traversé par l'autoroute A16, dont la sortie la plus proche est celle  17 du Bosquel.
En 2023, la localité est desservie par les lignes de bus du réseau Trans'80, chaque jour de la semaine, sauf le dimanche.

## Toponymie
Le nom de la localité est attesté sous les formes Sessionis locus… (D. Grenier) ; Siccus locus… (De Court) ; Sexoldium (1066) ; Sessolicium (1105) ; Sessolliu (1144-1145-1146) ; Sesolliu (1146) ; Sessouliu (1146) ; Sissoliu (1147) ; Sessonliu (1150) ; Sessoleium (1165) ; Sessolium (1165) ; Sessollium (12..) ; Sescolli (1174) ; Sessoulieu (1270) ; Sessorlii (1197) ; Sessoilliu (1211) ; Sessoiliu (1211-1216) ; Sessolieu (1215) ; Sessollieu (1215-1235) ; Sainsoleu (1251) ; Soissonleu (1262) ; Sessaulieu (1248) ; Sesseaulieu (1271) ; Sesouliu (12..) ; Sain Saulflieu (1293) ; Sieussaulieu (1301) ; Sanctus Saflieu (1324) ; Saint Saufleu (1327) ; Sanctus Salvus locus (1331) ; Sissaulieu (1331) ; S. Saufliu (1337) ; S. Saulier (13..) ; S. Salien (13..) ; S. Saulien ; S. Sauflieu (1324) ; S. Saulieu (1352) ; Saulié (1425) ; Saint Sanlieu (1554) ; Saint Sollieu (1640) ; Saint Saoullieu (1648) ; S. Solieu (1657) ; Sainsaulieu (1730) ; Sansaulieu (1733) ; S. Sauslieu (1790) ; S. Sauf-lieu (1775).
Selon l'état actuel des connaissances, aucun saint du nom de Sauflieu n'a existé. Pourtant dès 1293, le lieu est désigné sous le nom de Saint-Sauflieu. On trouve précédemment Sainsolu (Sinsouillu, Souillu ou Souliu en picard), en 1251.

C'est une fausse interprétation du nom Sexoldium en 1066, devenu Sessoliu en 1144, issu du nom d'homme germanique Saisoaldus et du suffixe bas latin locus (« lieu monastére »).
Roger Agache pense que le toponyme « Saint-Sauflieu » provient de Saxonum Locus et indiquerait la présence d'un camp de Saxons auxiliaires de l'armée romaine et confirmerait  l'implantation massive de fédérés.

## Histoire

### Antiquité
Immédiatement  à l'ouest de la localité subsiste le tracé de la chaussée Brunehaut, ancienne voie gallo-romaine reliant Caesaromagus (Beauvais) et Samarobriva (Amiens). Des vestiges de constructions gallo-romaines ont été repérés au nord-est du village par Roger Agache par prospection aérienne.

### Moyen Âge
Saint-Sauflieu est, au Moyen Âge, le siège d'une seigneurie. La famille de Saint-Saulieu ou Saint-Sauflieu est connu depuis 1145 avec Drogon puis Adam de Saint-Saulieu. Simon de Saint-Saulieu prit part à la Troisième croisade. En 1464, Jean de Saint-Saulieu, chevalier, vendit la seigneurie de Saint-Sauflieu à Guillaume Lejosne de Contay.

### Époque moderne
À la fin du XVIIe siècle, Saint-Sauflieu est le plus gros village du Sud–Amiénois (actuels cantons de Boves, Conty et Ailly-sur-Noye). Avec 1 100 habitants en 1698, Saint-Sauflieu devance alors largement Lœuilly (900 hab.), Ailly-sur-Noye (800), Sains (759), Boves (684), Sourdon ou Rogy (500). [réf. nécessaire]
En dépit du déficit démographique connu par la plupart des villages de la région, tant du fait de la disette et des épidémies générales dans le nord de la France en 1709-1711 que du fait d'une autre crise, moins connue[réf. nécessaire], caractérisant les années 1718-1719, Saint-Sauflieu, qui n'a plus que 812 habitants en 1724, garde cependant la première place qu'il allait conserver au moins jusqu'à la fin de l'Ancien Régime.
La seule culture des céréales ne pouvant suffire à une telle population, les habitants de Saint-Sauflieu sont également commerçants itinérants, en particulier ferrailleurs. Au milieu du XVIIIe siècle, les deux tiers des hommes actifs sont « ferailliers », les autres activités (agricoles, artisanales et commerciales) se partageant le dernier tiers d'actifs. Vers la fin du siècle, il y a une forte diminution du nombre des ferrailleurs liée à une diversification des activités artisanales au village et à l'apparition de commerçants itinérants (marchands de crin, de tabac, de poteries, de poissons - en particulier de morues et de harengs). Quant aux épouses, elles sont souvent nourrices, prêtant leur « mamelle mercenaire » (suivant l'expression d'Emmanuel Le Roy Ladurie) aux bébés de « bourgeois » de Paris et Amiens (qui pouvaient être de simples artisans) ou provenant d'institutions charitables comme l'hospice des Enfants Trouvés de Paris (fondé en 1674 dans l'actuel XIIe arr.) ou l'hôpital général d'Amiens. Au XVIIIe siècle, Saint-Sauflieu se trouvait en effet au bord du chemin royal de Paris à Boulogne.

### Époque contemporaine
Chef-lieu de canton en l'an VII, Saint-Sauflieu est par la suite rétrogradée pour être incluse dans les cantons de Sains (renommé canton de Boves en 1880). D'une étendue de 776 hectares, la commune compte un maximum de 1 600 habitants en 1836, 1 328 habitants en 1869, mais elle est dépassée par Boves qui a l'avantage d'être desservie par la ligne de chemin de fer de Paris à Amiens inaugurée en 1847. Au XIXe siècle, les habitants de Saint-Sauflieu, comme ceux de beaucoup d'autres villages de l'Amiénois, travaillent pour les manufactures d'Amiens, tissant et coupant le velours, qui sera ensuite teint dans les ateliers de Saint-Leu (quartier d'Amiens). Une briqueterie située au nord du village donne alors aussi du travail à une partie des habitants de Saint-Sauflieu.
. La commune est décorée de la Croix de guerre 1939-1945 le 11 novembre 1948.

## Politique et administration

### Rattachements administratifs et électoraux

#### Rattachements administratifs
La commune se trouve dans l'arrondissement d'Amiens du département de la Somme.
Après avoir été le chef-lieu d'un fugace canton de 1793 à 1801, la commune faisait partie depuis lors du canton de Boves. Dans le cadre du redécoupage cantonal de 2014 en France, cette circonscription administrative territoriale a disparu, et le canton n'est plus qu'une circonscription électorale.

#### Rattachements électoraux
Pour les élections départementales, la commune fait partie depuis 2014 du canton d'Ailly-sur-Noye
Pour l'élection des députés, elle fait partie de la deuxième circonscription de la Somme.

### Intercommunalité
Saint-Sauflieu est membre depuis 2007 de la communauté d'agglomération dénommée Amiens Métropole, un établissement public de coopération intercommunale (EPCI) à fiscalité propre créé en 2000 et auquel la commune a transféré un certain nombre de ses compétences, dans les conditions déterminées par le code général des collectivités territoriales.

### Liste des maires
| Période                                  | Période                        | Identité               | Étiquette | Qualité                                                    |
| ---------------------------------------- | ------------------------------ | ---------------------- | --------- | ---------------------------------------------------------- |
| Les données manquantes sont à compléter. |                                |                        |           |                                                            |
| vers octobre 1792                        |                                | M. Graux               |           |                                                            |
| vers décembre 1792                       | novembre 1795                  | Pierre Guillot         |           |                                                            |
| novembre 1795                            | mai 1798                       | François Henry Fondeur |           | élu agent municipal le 15 brumaire an IV (6 novembre 1795) |
| mai 1798                                 | mai 1800                       | Jean Baptiste Gorin    |           | Agent municipal de Saint-Sauflieu                          |
| juillet 1800                             | décembre 1809                  | Firmin Bouily          |           | Aubergiste, cultivateur, voiturier                         |
|                                          |                                |                        |           |                                                            |
| avant 1981                               |                                | Henri Demolliens       |           |                                                            |
|                                          |                                |                        |           |                                                            |
| mars 2001                                | mars 2008                      | Gérard Sanier          |           |                                                            |
| mars 2008                                | 2014                           | Alain Picot            |           |                                                            |
| 2014                                     | juillet 2023                   | Laurence Duvivier,     |           | Sans profession Démissionnaire                             |
| septembre 2023                           | En cours (au 30 novembre 2023) | Magali Contant         |           | Agent d'Amiens métropole dans l'animation et le sport      |

## Équipements et services publics
Le bourg compte en 2020 un cabinet médical, une pharmacie, un notaire, une gendarmerie, une boulangerie, une agence postale, un centre de secours...

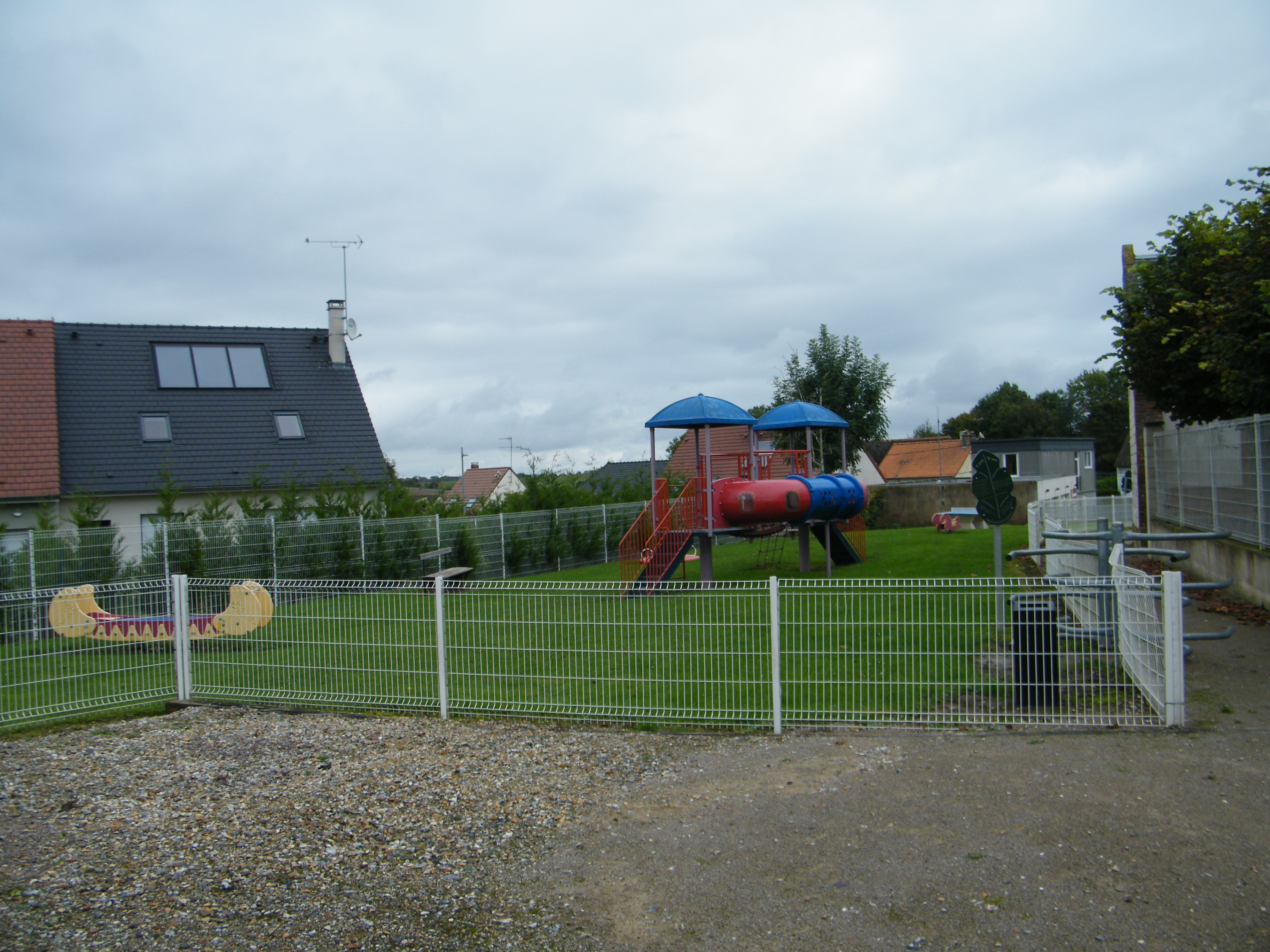
Aire de jeux.
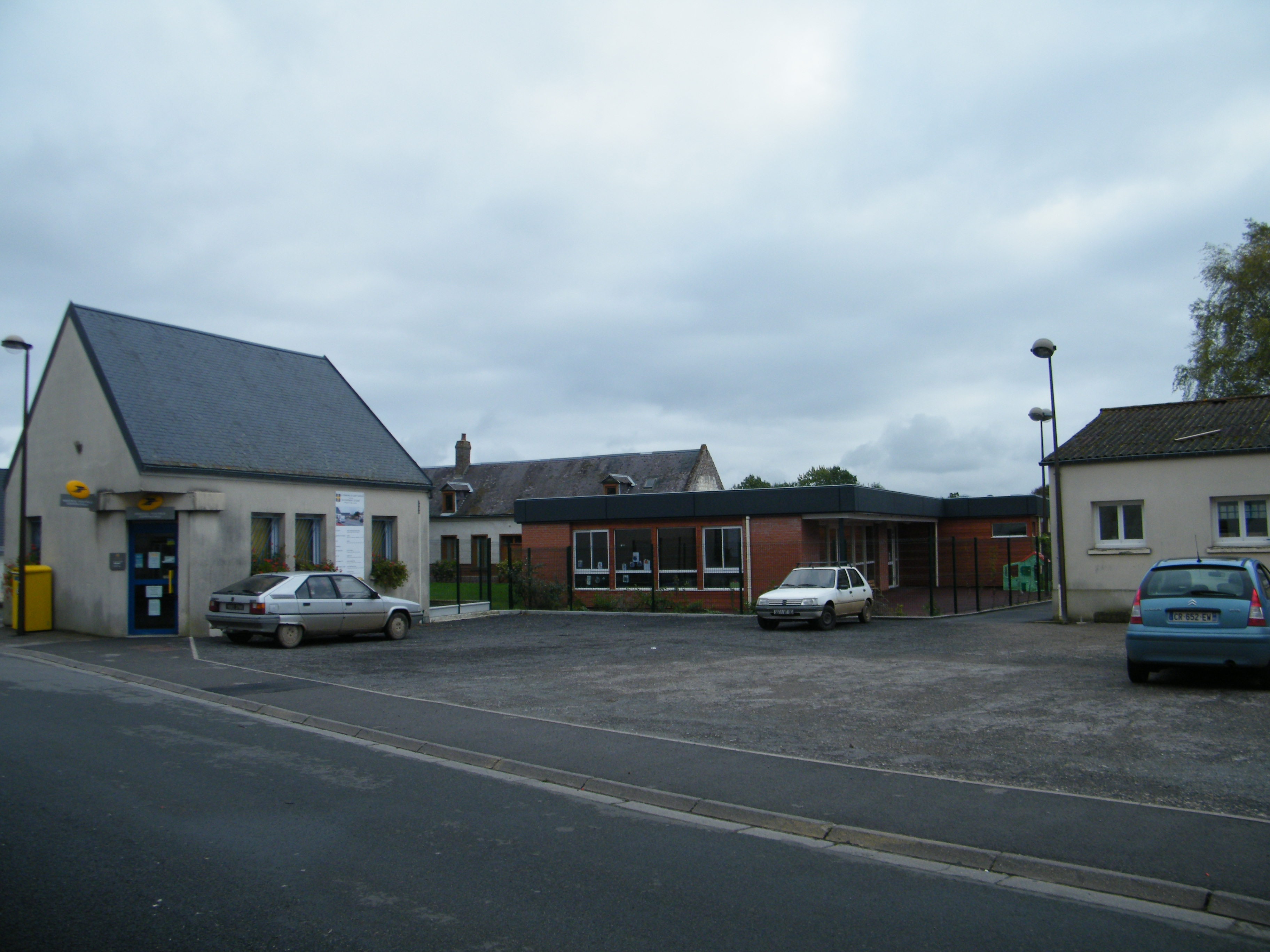
École.

## Démographie
L'évolution du nombre d'habitants est connue à travers les recensements de la population effectués dans la commune depuis 1793. Pour les communes de moins de 10 000 habitants, une enquête de recensement portant sur toute la population est réalisée tous les cinq ans, les populations de référence des années intermédiaires étant quant à elles estimées par interpolation ou extrapolation. Pour la commune, le premier recensement exhaustif entrant dans le cadre du nouveau dispositif a été réalisé en 2008.

En 2022, la commune comptait 981 habitants, en évolution de −2,39 % par rapport à 2016 (Somme : −1,26 %, France hors Mayotte : +2,11 %).
| 1793  | 1800  | 1806  | 1821  | 1831  | 1836  | 1841  | 1846  | 1851  |
| ----- | ----- | ----- | ----- | ----- | ----- | ----- | ----- | ----- |
| 1 360 | 1 388 | 1 477 | 1 481 | 1 502 | 1 480 | 1 520 | 1 499 | 1 503 |

| 1856  | 1861  | 1866  | 1872  | 1876  | 1881  | 1886 | 1891 | 1896 |
| ----- | ----- | ----- | ----- | ----- | ----- | ---- | ---- | ---- |
| 1 447 | 1 378 | 1 328 | 1 176 | 1 114 | 1 013 | 972  | 941  | 816  |

| 1901 | 1906 | 1911 | 1921 | 1926 | 1931 | 1936 | 1946 | 1954 |
| ---- | ---- | ---- | ---- | ---- | ---- | ---- | ---- | ---- |
| 748  | 660  | 611  | 586  | 578  | 544  | 490  | 454  | 570  |

| 1962 | 1968 | 1975 | 1982 | 1990 | 1999 | 2006 | 2008 | 2013  |
| ---- | ---- | ---- | ---- | ---- | ---- | ---- | ---- | ----- |
| 623  | 691  | 770  | 787  | 904  | 901  | 880  | 874  | 1 000 |

| 2018 | 2022 | - | - | - | - | - | - | - |
| ---- | ---- | - | - | - | - | - | - | - |
| 985  | 981  | - | - | - | - | - | - | - |

## Culture locale et patrimoine

### Lieux et monuments
- Église Saint-Denis.

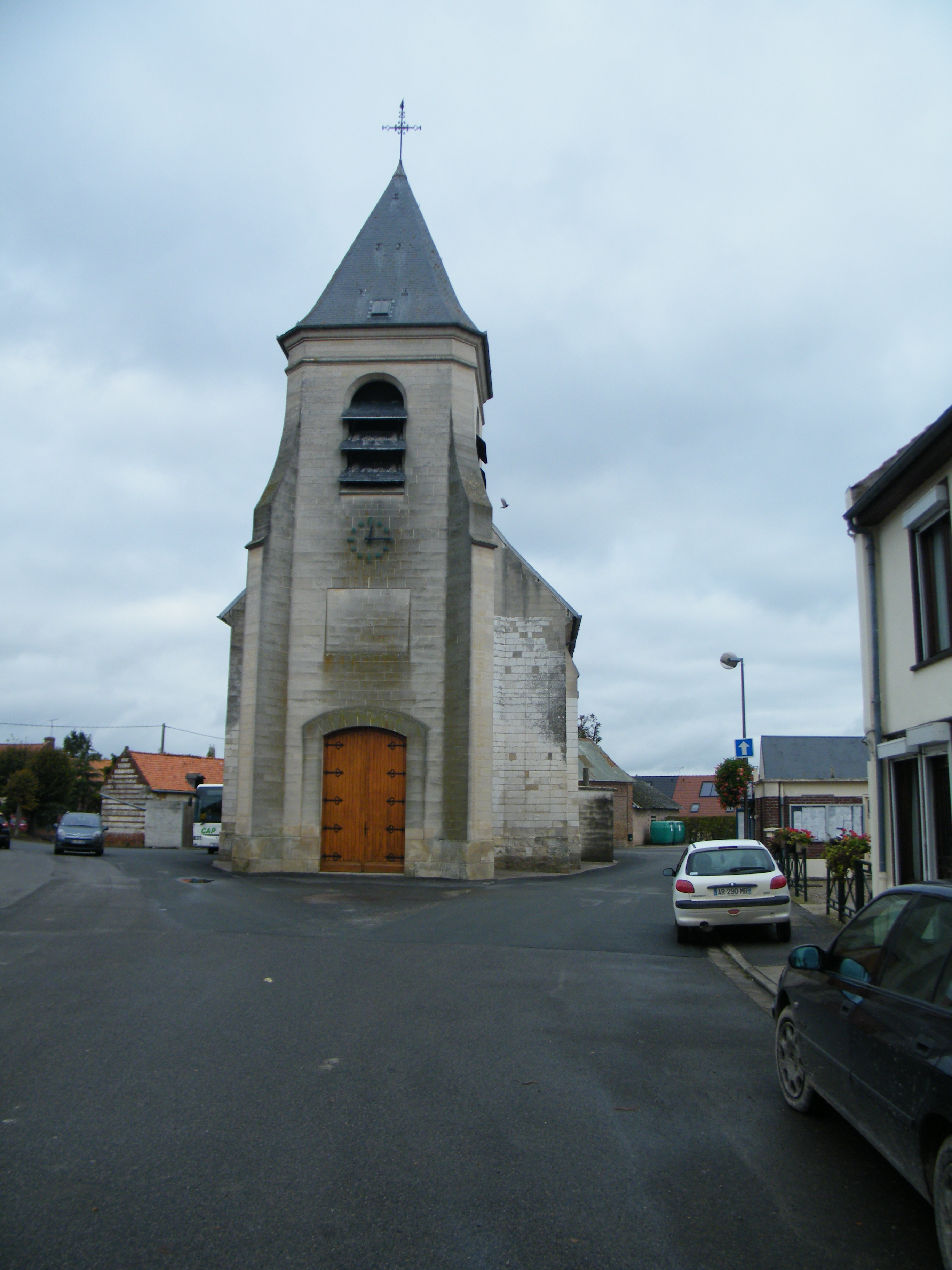
Le clocher de l'église...
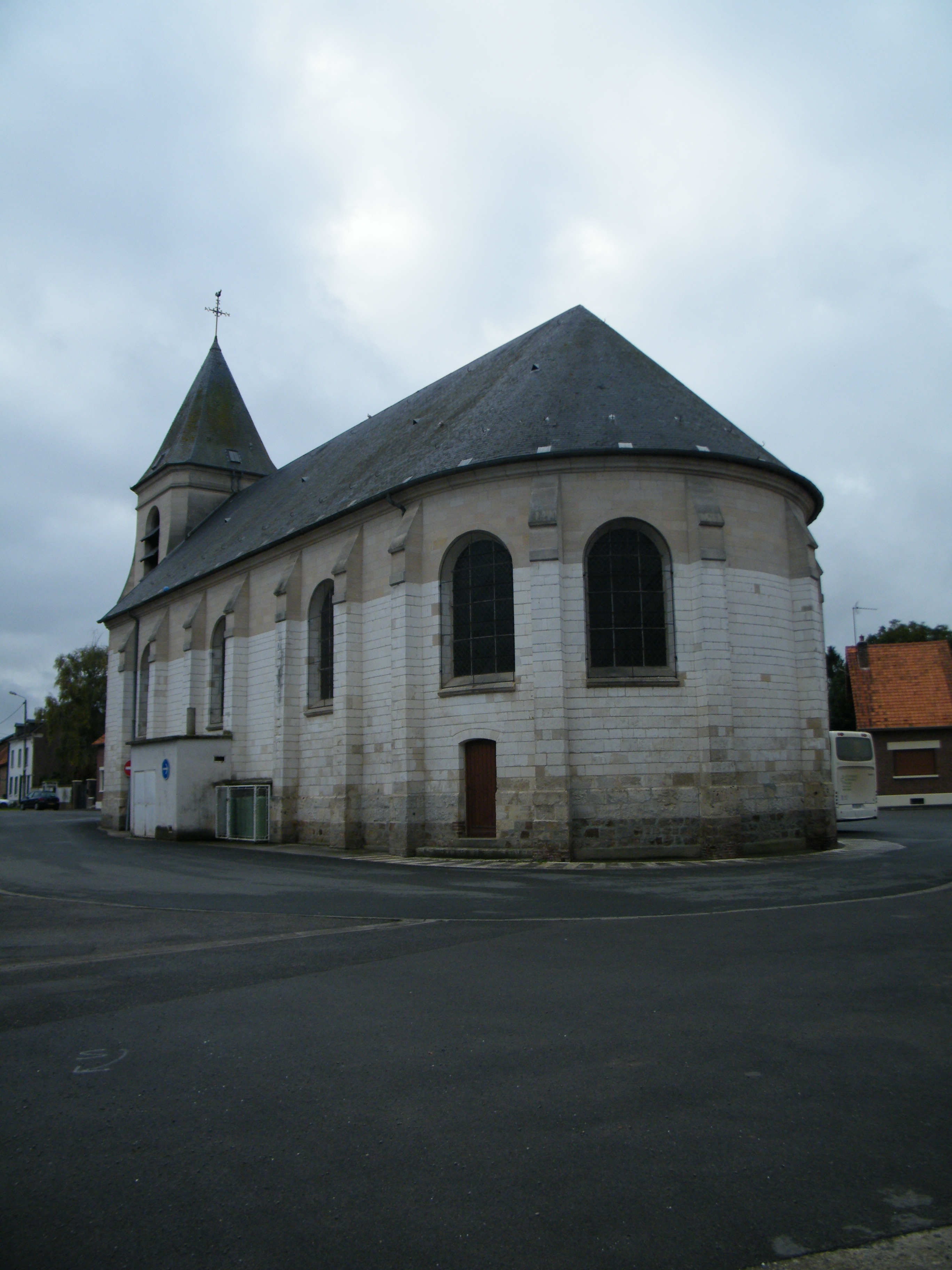
... et son chevet.
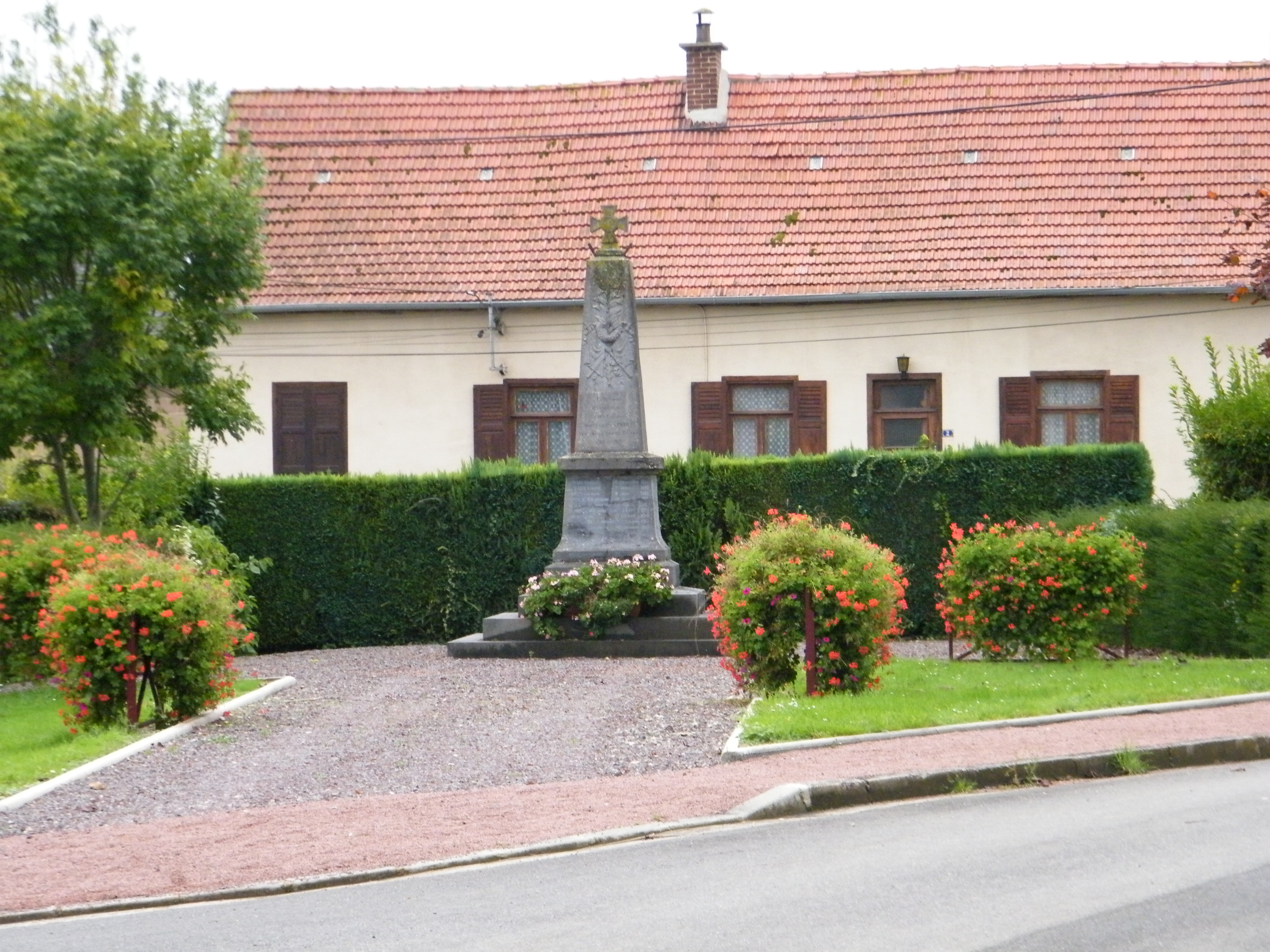
Monument aux morts.
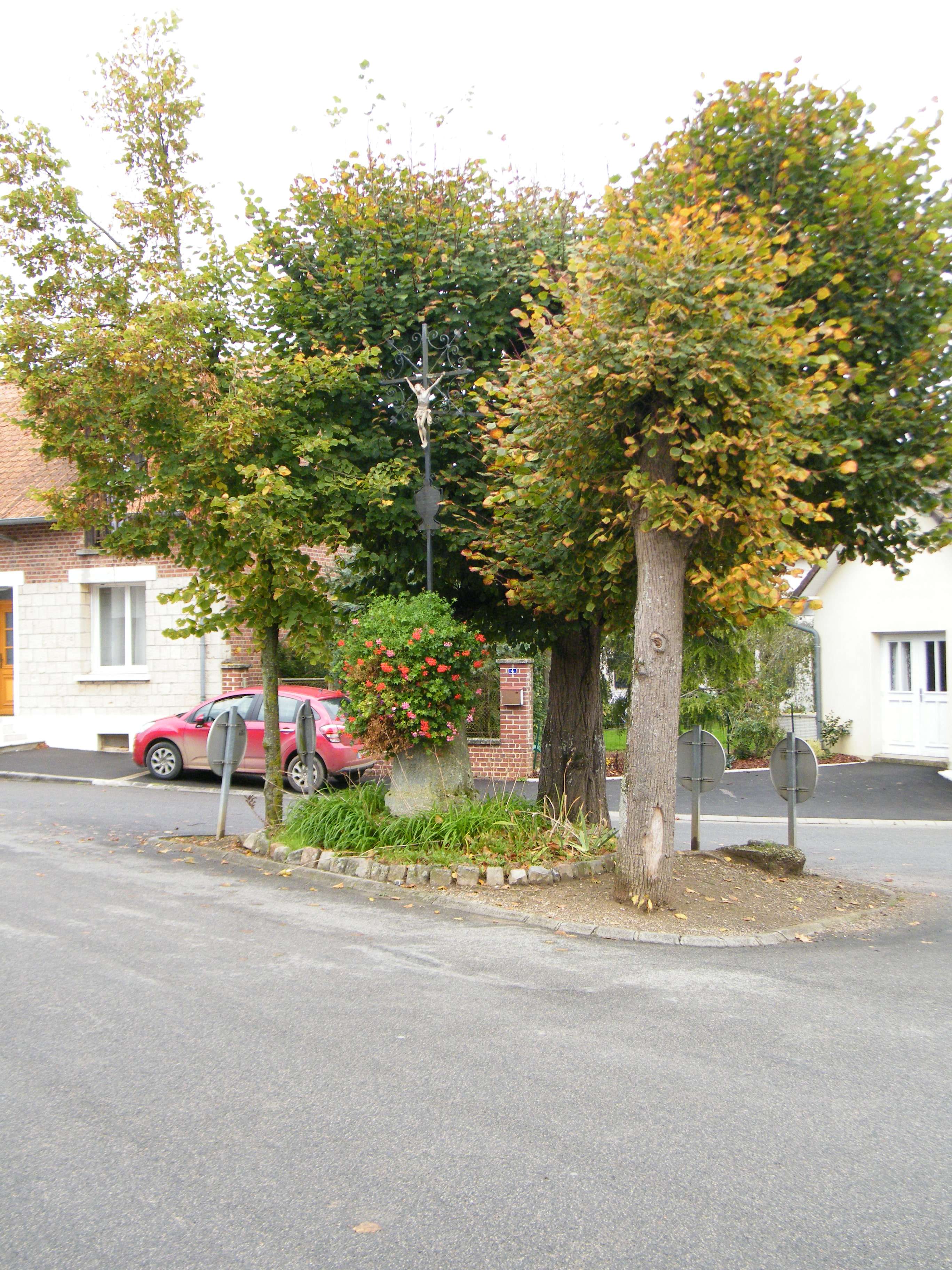
Calvaire.

### Héraldique
| Blason de Saint-Sauflieu | Blason  | D'azur à la croix d'or cantonnée de quatorze croisettes du même, quatre ordonnées 2 et 2 dans chaque canton du chef et trois ordonnées 2 et 1 dans chaque canton de la pointe. |
| Blason de Saint-Sauflieu | Détails | Armes de la famille de Saint-Sauflieu (ou Saint-Saulieu). Le statut officiel du blason reste à déterminer.                                                                     |
| Blason de Saint-Sauflieu | Alias   | D'azur semé de croisettes recroisetées d'or, à la croix du même. |

### Saint-Sauflieu dans les arts et la culture
Les villages de Grattepanche et Saint-Sauflieu sont cités à plusieurs reprises par Jules Verne dans son roman « Le Chemin de France ».

## Pour approfondir